# 赵雪芳 (教师)
赵雪芳（1987年—），女，瑶族，广东韶关人，中华人民共和国小学教师，第十二届全国人民代表大会广东地区代表。

## 生平
赵雪芳毕业于湖南民族职业学院初等教育专业。2013年，担任全国人大代表。